# Ungezonter Schwefel-Milchling
Der Ungezonte Schwefel-Milchling (Lactarius decipiens, auch Scharfer Schwefel-Milchling oder Rosa Schwefel-Milchling) ist eine Pilzart aus der Familie der Täublingsverwandten (Russulaceae). Es ist ein mittelgroßer Milchling mit einer weißen, sich blass gelb verfärbenden Milch, dessen Fleisch nach zerriebenen Geranienblättern (Pelargonium) riecht. Hut und Stiel sind mehr oder weniger rosa-ockerfarben gefärbt. Die Fruchtkörper des Pilzes erscheinen zwischen Juli und Oktober in Laub- und Mischwäldern auf mehr oder weniger trockenen Böden.

## Merkmale

### Makroskopische Merkmale
Der Hut ist 2,2–5,5 (7,5) cm breit, zuerst gewölbt mit leicht eingebogenem Rand, dann niedergedrückt bis mehr oder weniger trichterförmig vertieft. Oft trägt der Hut einen kleinen Buckel und der in der Jugend glatte Rand ist mitunter im Alter leicht gerieft bis gekerbt. Die glatte, matte Oberfläche ist trocken bis leicht klebrig und jung fein bereift. Sie ist rosa-ocker, in der Mitte dunkler bis rosabräunlich oder trüb ziegelrot, der Rand ist manchmal blass lachsfarben. Die Farben verblassen beim Trocknen.
Die Lamellen sind angewachsen oder laufen leicht, bisweilen mit einem langen Zahn, am Stiel herab. Sie sind schmal bis mittelbreit, stehen ziemlich gedrängt und sind anfangs weißlich später zunehmend fleisch- bis lachsfarben. Sie sind nicht oder nur selten gegabelt. Das Sporenpulver ist cremegelb.
Der glatte, zylindrische Stiel ist 1,5–5,5 (7) cm lang und 0,5–1,3 cm breit und voll bis markig hohl. Die Oberfläche ist mehr oder weniger trocken und lachsfarben, lehmrosa oder zimtfarben und an der Spitze manchmal blass lachsfarben.
Das Fleisch ist eher zerbrechlich bis mittelfest und im Stiel weich. Es ist cremefarben oder leicht rosa getönt. Im Stiel ist die Rinde wie die Oberfläche gefärbt. Das Fleisch schmeckt erst mild und dann ziemlich scharf und unangenehm. Sehr typisch für die Art ist der Geruch nach zerriebenen Geranienblättern (Pelargonien). Die weiße Milch verfärbt sich innerhalb von einer bis vier Minuten auch unabhängig vom Fleisch schwefelgelb. Sie schmeckt scharf und bitter.

### Mikroskopische Merkmale
Die fast rundlichen bis breit elliptischen Sporen sind durchschnittlich 7,6–7,9 µm lang und 6,5–6,6 µm breit. Der Q-Wert (Quotient aus Sporenlänge und -breite) ist 1,1–1,3. Das Sporenornament ist 0,4–1,2 µm hoch und besteht aus mehr oder weniger verlängerten Warzen und gratigen Rippen, die zu einem mehr oder weniger vollständigen Netz verbunden sind. Isoliert stehende Warzen kommen zerstreut bis zahlreich vor, der Hilarfleck ist meist inamyloid.
Die meist viersporigen, leicht keuligen bis bauchigen Basidien sind 35–55 µm lang und 8–12 µm breit und tragen meist 4 Sporen. Die 40–90(100) µm langen und 6–9,5 µm breiten Pleuromakrozystiden sind zahlreich bis häufig, schmal konisch bis schmal spindelförmig. Das obere Ende läuft meist sehr spitz zu. Die Lamellenschneiden sind heterogen, das heißt, zwischen den Basidien sitzen zahlreiche spindelförmige bis pfriemförmige Cheilomakrozystiden, die 25–50 (60) µm lang und 4,5–8,5 µm breit sind. Die Spitze ist oft leicht unregelmäßig und normalerweise spitz bis leicht perlkettenartig eingeschnürt.
Die Huthaut (Pileipellis) ist ein 30–100 µm dickes (Ixo-)Oedotrichoderm aus unregelmäßig verflochtenen und mehr oder weniger aufrecht stehenden Hyphenenden, deren Zellwände teilweise schwach gelatinisiert sind. Die zylindrischen Hyphenenden messen 20–65 × 3–6 µm. Die darunterliegenden Hyphen der Subpellis sind 13–15 (17) µm breit und oft mehr oder weniger aufgeblasen.

## Artabgrenzung
Der Ungezonte Schwefel-Milchling kann recht leicht anhand seiner mehr oder weniger starken Rosafärbung, der sich gelblich verfärbenden Milch und dem typischen Pelargoniengeruch erkannt werden. Unter dem Mikroskop sind besonders die langen, schlanken und sehr spitzen Pleuromakrozystiden und die mehr oder weniger stark netzigen Sporen charakteristisch. Blasse und etwas ausgetrocknete Formen des Pfützen-Milchlings (Lactarius lacunarum) oder des Flatter-Milchlings (Lactarius tabidus), die beide ebenfalls eine gilbende Milch haben, können mit diesem Milchling verwechselt werden. Anders als der Ungezonte Schwefel-Milchling kommen sie aber an feuchteren bis nassen Standorten vor und riechen auch anders. Mikroskopisch unterscheiden sie sich durch ihr Sporenornament und ihre Huthautanatomie.

## Ökologie
Der Milchling ist ein Mykorrhizapilz, der mit verschiedenen Laubbäumen vergesellschaftet ist. Am häufigsten geht er mit Rotbuchen, seltener mit Eichen und in der Schweiz auch mit Kastanien eine Partnerschaft ein. Mitunter können aber auch Tannen und Fichten als Wirt dienen.
Man findet den Ungezonten Schwefel-Milchling in verschiedenen Laub- und Laubmischwäldern. Er mag wärmebegünstigte Standorte mit mehr oder weniger basenreichen, trockenen bis frischen Böden. Am nördlichen Rand seines Verbreitungsgebietes ist er sehr selten und kommt nur in nährstoffreichen Laubwäldern vor. Weiter südlich ist er weniger selten und kann auch auf weniger nährstoffreichen Böden gefunden werden. Die Fruchtkörper erscheinen einzeln bis gesellig zwischen Juli und Oktober.

## Verbreitung

Verbreitung des Ungezonten Schwefel-Milchlings in Europa (grün: Länder, in denen der Milchling nachgewiesen wurde: weiß: Länder ohne Nachweis; grau: Länder ohne Quellen oder Länder außerhalb Europas)

Der Ungezonte Schwefel-Milchling kommt in Europa und möglicherweise auch in Nordamerika (USA) vor. In Europa hat der insgesamt recht seltene Milchling einen mehr südlichen Verbreitungsschwerpunkt und kommt vorwiegend in West- und Mitteleuropa vor. In Nordeuropa fehlt der Milchling weitgehend, nur im äußersten Süden von Skandinavien (Dänemark, Schweden, Norwegen) ist er sehr selten anzutreffen. In Westeuropa ist er weit verbreitet und kommt in Frankreich, den Beneluxstaaten und ganz Großbritannien und Irland vor. In Großbritannien und Irland ist er insgesamt ziemlich selten, in England etwas häufiger als in den übrigen Landesteilen. In Südeuropa gibt es Nachweise aus, Spanien, Italien, Slowenien, Kroatien, Bulgarien und in Mitteleuropa kommt er in Deutschland, Österreich, der Schweiz, Tschechien, der Slowakei und Ungarn vor.

## Systematik
Der Ungezonte Schwefel-Milchling wurde 1885 durch Lucien Quélet als Lactarius decipiens beschrieben. Neben dem wissenschaftlichen Namen gibt es weitere nomenklatorische Synonyme. Lactifluus decipiens (Quél.) Kuntze (1891), Lactarius rufus var. decipiens (Quél.) Killerm. (1933) und Lactarius theiogalus var. decipiens (Quél.) Maire (1937). Daneben gibt es noch weitere taxonomische Synonyme. So werden auch Lactarius theigalus im Sinne von Ricken und Lactarius rubescens Bres. als synonym angesehen.

### Infragenerische Systematik
M. Basso stellt den Milchling in die Untersektion Lacunari, die innerhalb der Sektion Russulares steht. Die Vertreter der Untersektion haben eine weiße, sich schwefelgelb verfärbende Milch, eine fettig wirkende und nur feucht schmierige Huthaut und eine rötlich-beige, rötlich- bis olivbraune Hutfarbe. Heilmann-Clausen stellt den Milchling in die Sektion Russularia Fr., bei Bon steht er in der Sektion Tabidi.

## Bedeutung
Der Schwefelmilchling gilt wegen seines scharfen Geschmacks als ungenießbar.